# إليس مكارثي
إليس مكارثي (بالإنجليزية: Ellis McCarthy)‏ هو لاعب كرة قدم أمريكية أمريكي، ولد في 13 يوليو 1994 في مونروفيا في الولايات المتحدة.